# Pune Metropolitan Region Challenger 2024
Il Pune Metropolitan Region Challenger 2024 è stato un torneo maschile tennis professionistico. È stata l'8ª edizione del torneo, facente parte della categoria Challenger 100 nell'ambito dell'ATP Challenger Tour 2024, con un montepremi di 130 000 $. Si è giocato dal 19 al 25 febbraio 2024 sui campi in cemento del Shree Shiv Chhatrapati Sports Complex di Pune, in India.

## Partecipanti

### Teste di serie
| Nazionalità | Giocatore         | Ranking* | Testa di serie |
| ----------- | ----------------- | -------- | -------------- |
| India       | Sumit Nagal       | 98       | 1              |
| Croazia     | Duje Ajduković    | 125      | 2              |
| Australia   | Adam Walton       | 153      | 3              |
| Monaco      | Valentin Vacherot | 173      | 4              |
| Rep. Ceca   | Dalibor Svrčina   | 174      | 5              |
| Regno Unito | Oliver Crawford   | 190      | 6              |
| Australia   | Dane Sweeny       | 194      | 7              |
| Italia      | Federico Gaio     | 202      | 8              |

* Ranking al 12 febbraio 2024.

### Altri partecipanti
I seguenti giocatori hanno ricevuto una wild card per il tabellone principale:
- Niki Kaliyanda Poonacha
- Ramkumar Ramanathan
- Mukund Sasikumar

Il seguente giocatore è entrato in tabellone come alternate:
- Philip Sekulic

I seguenti giocatori sono passati dalle qualificazioni:
- Raphaël Collignon
- Sebastian Fanselow
- Felix Gill
- Bernard Tomić
- Vasek Pospisil
- Alexey Zakharov

## Punti e montepremi
| Torneo    | Torneo              | V      | F      | SF    | QF    | 2T    | 1T    | Q | Q2  | Q1  |
| Singolare | Punti               | 100    | 50     | 25    | 14    | 7     | 0     | 4 | 2   | 0   |
| Singolare | Premi in denaro ($) | 17 650 | 10 380 | 6 140 | 3 570 | 2 105 | 1 270 | – | 635 | 320 |
| Doppio    | Punti               | 100    | 50     | 25    | 14    | –     | 0     | – | –   | –   |
| Doppio    | Premi in denaro ($) | 7 590  | 4 400  | 2 645 | 1 570 | –     | 880   | – | –   | –   |

## Campioni

### Singolare
Valentin Vacherot ha sconfitto in finale  Adam Walton con il punteggio di 3–6, 7–6(5), 7–6(5).

### Doppio
Tristan Schoolkate /  Adam Walton hanno sconfitto in finale  Dan Added /  Chung Yun-seong con il punteggio di 7–6(4), 7–5.